# Комар, Иван Иванович
Иван Иванович Комар (род. 18 марта 1970) — белорусский легкоатлет, специалист по бегу на средние дистанции. Выступал за сборную Белоруссии по лёгкой атлетике в 1990-х годах, многократный победитель и призёр первенств национального значения, участник трёх чемпионатов мира, действующий рекордсмен Белоруссии в беге на 1000 метров в помещении.

## Биография
Иван Комар родился 18 марта 1970 года. Проходил подготовку в клубе «Лидер» города Старые Дороги Минской области.
Впервые заявил о себе в лёгкой атлетике в 1992 году, когда на зимнем чемпионате СНГ в Москве выиграл золотую и бронзовую медали в беге на 1000 и 1500 метров соответственно.
В 1993 году стал чемпионом Белоруссии в беге на 800 метров. Попав в состав белорусской национальной сборной, выступил на чемпионате мира в Штутгарте, где остановился на стадии полуфиналов.
На чемпионате Белоруссии 1994 года был лучшим в дисциплинах 800 и 1500 метров. Участвовал в чемпионате Европы в Хельсинки — на дистанции 800 метров не смог пройти дальше предварительного квалификационного этапа.
В 1995 году бежал 800 метров на чемпионате мира в Гётеборге.
В 1997 году дошёл до четвертьфинала на чемпионате мира в Афинах.
В 1998 году в беге на 800 метров финишировал шестым на чемпионате Европы в помещении в Валенсии, вновь победил на чемпионате Белоруссии, дошёл до полуфинала на чемпионате Европы в Будапеште.
В феврале 1999 года на соревнованиях в немецком Эрфурте установил ныне действующий национальный рекорд Белоруссии в беге на 1000 метров в помещении — 2:19.27.
Завершил спортивную карьеру по окончании сезона 2002 года.